# Mazosiella
Mazosiella is een monotypisch geslacht van schimmels in de familie Roccellaceae. Het bevat alleen Mazosiella palmae.